# StarCraft: Крестовый поход Либерти
«StarCraft: Кресто́вый похо́д Ли́берти» (англ. «Liberty’s Crusade») — роман Джеффа Грабба в жанре научной фантастики, космической оперы и космобоевика, являющийся новеллизацией вымышленной вселенной «StarCraft» в общем и одноимённой компьютерной игры 1998 года выхода в частности. «Крестовый поход Либерти» является первым изданным на бумаге произведением по вселенной «StarCraft» и единственным до 2013 года произведением по «StarCraft», которое было переведено на русский язык и опубликовано в России. В 2013 году на русском были официально изданы еще два романа по «StarCraft»: «Точка возгорания» и «Долги Дьяволов» Кристи Голден.

## Общая информация
«Крестовый поход Либерти» написан Джеффом Граббом — американским дизайнером настольных игр и писателем, который специализируется на написании произведений по сторонним вымышленным мирам. Роман является первой частью запланированного Крисом Метценом межавторского цикла произведений по вселенной «StarCraft»; самый первый роман, «StarCraft: Uprising» за авторством Микки Нельсонома, был издан только в электронном виде и не является частью данного цикла. Последующие произведения цикла также были написаны другими авторами. Несмотря на то, что «Крестовый поход Либерти» был написан по заказу Blizzard, он не считается каноном относительно событий StarCraft, являясь апокрифом (то есть разработчики на него могут не ориентироваться).
Роман издан 27 февраля 2001 года и является относительно небольшим по объёму (256 страниц в англоязычном издании, 288 — в русскоязычном). В 2006 году российское издательство Азбука опубликовало «Крестовый поход Либерти» на русском языке, перевод выполнил Владимир Кнари.

## Сюжет
Майкл Либерти, который из-за серии скандальных репортажей был сослан в армию описывать быт солдат, поневоле становится свидетелем вторжения зергов в Конфедерацию Терранов. Из-за своего статуса репортёра, описывающего боевые действия, Майкл встретится со многими ключевыми персонажами StarCraft и станет свидетелем самых интересных событий.

## Рецензии
Российский журнал компьютерных игр «Игромания» в рецензии на роман оценил его в 5 из 5 возможных баллов, отметив множество достоинств: «любопытную» схему построения повествования, выбор удачного типажа протагониста, высочайшее качество описания вымышленного мира, великолепную, честную и эмоциональную подачу истории. Рецензент отметил сильную и качественную связь между игрой и романом, а также назвал «Крестовый поход Либерти» лучшим произведением по вселенной StarCraft. Резюме: «В отличие от многих других игровых романов, „Крестовый поход Либерти“ не просто использует знакомый нам антураж, но и достаточно близок к сюжету оригинальной игры, порой даже пересекается с ним. Грабб не занимается банальным пересказом известных событий, а дает взглянуть на них и на давно знакомых героев с нового ракурса».
Российский журнал «Мир фантастики» в своей рецензии на роман также очень положительно оценил данное произведение. «„Крестовый поход Либерти“ приятно удивит даже тех, кто со StarCraft знаком лишь понаслышке», — утверждает рецензент, хваля неожиданные повороты сюжета, мастерски описанные боевые сцены, а также «неглупые мысли и достаточно честное описание войны». Отдельно рецензент отмечает тот факт, что Грабб не идеализирует никого из героев, включая протагониста, и описывает события очень реалистично и достоверно. В итоге рецензент называет «Крестовый поход Либерти» одной из лучших игровых новеллизаций из всех, которые ему доводилось читать.
Рецензент американского журнала Teen Ink написал очень положительную рецензию на роман, подчёркивая очень качественную и тесную связь между произведением и игрой, назвав её очень захватывающей и порекомендовав к прочтению всеми любителями жанра, вне зависимости от того, играли ли они в StarCraft или нет.